# Drzwi nożycowe

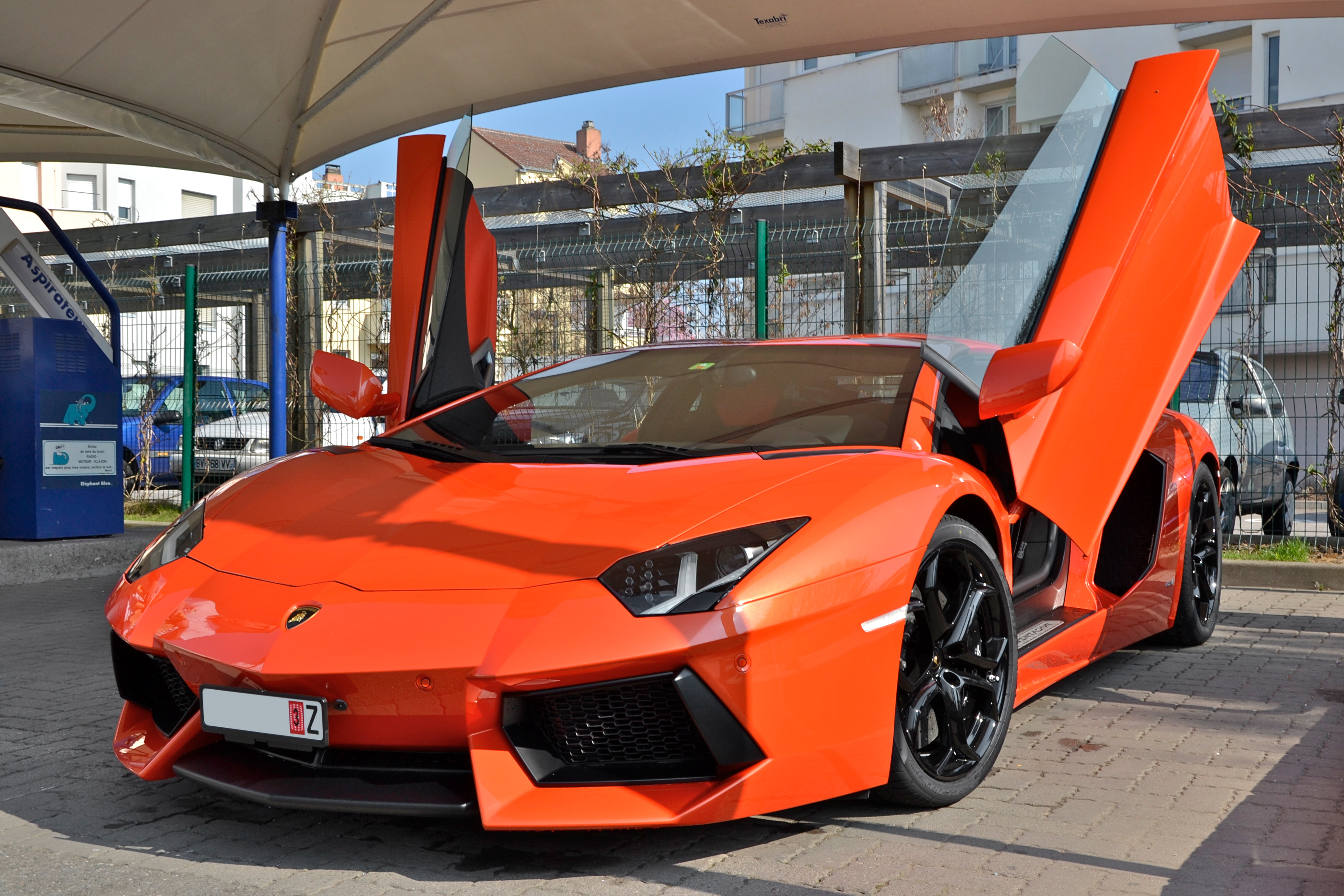
Lamborghini Aventador

Drzwi nożycowe (zwane również drzwiami klapowymi, skrzydłowymi, żółwiowymi, zwrotnicowymi i wahadłowymi) to rodzaj drzwi samochodowych, które otwierają się pionowo na stałym zawiasie z przodu drzwi.

## Przykłady modeli samochodów z drzwiami nożycowymi

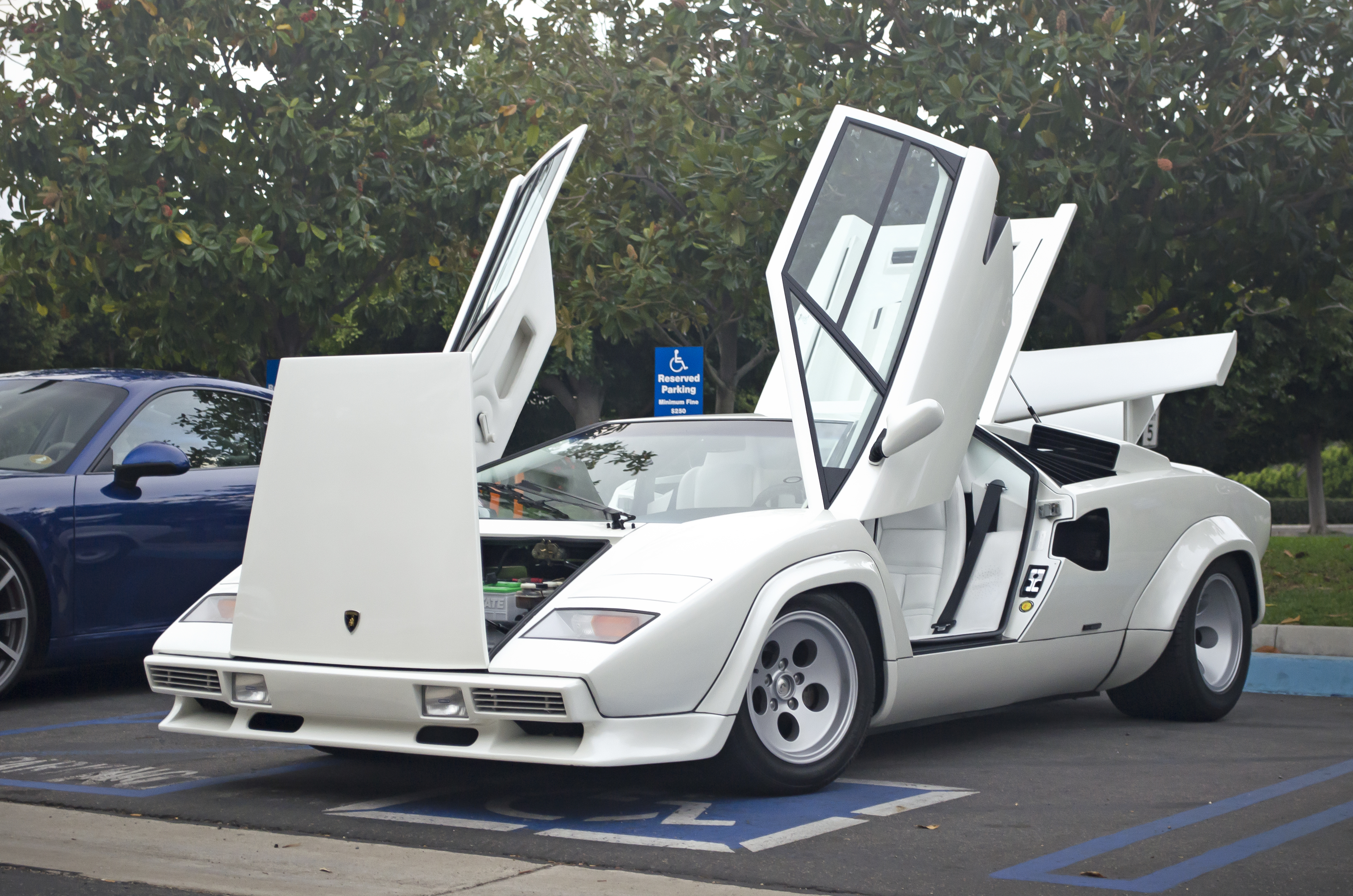
Lamborghini Countach

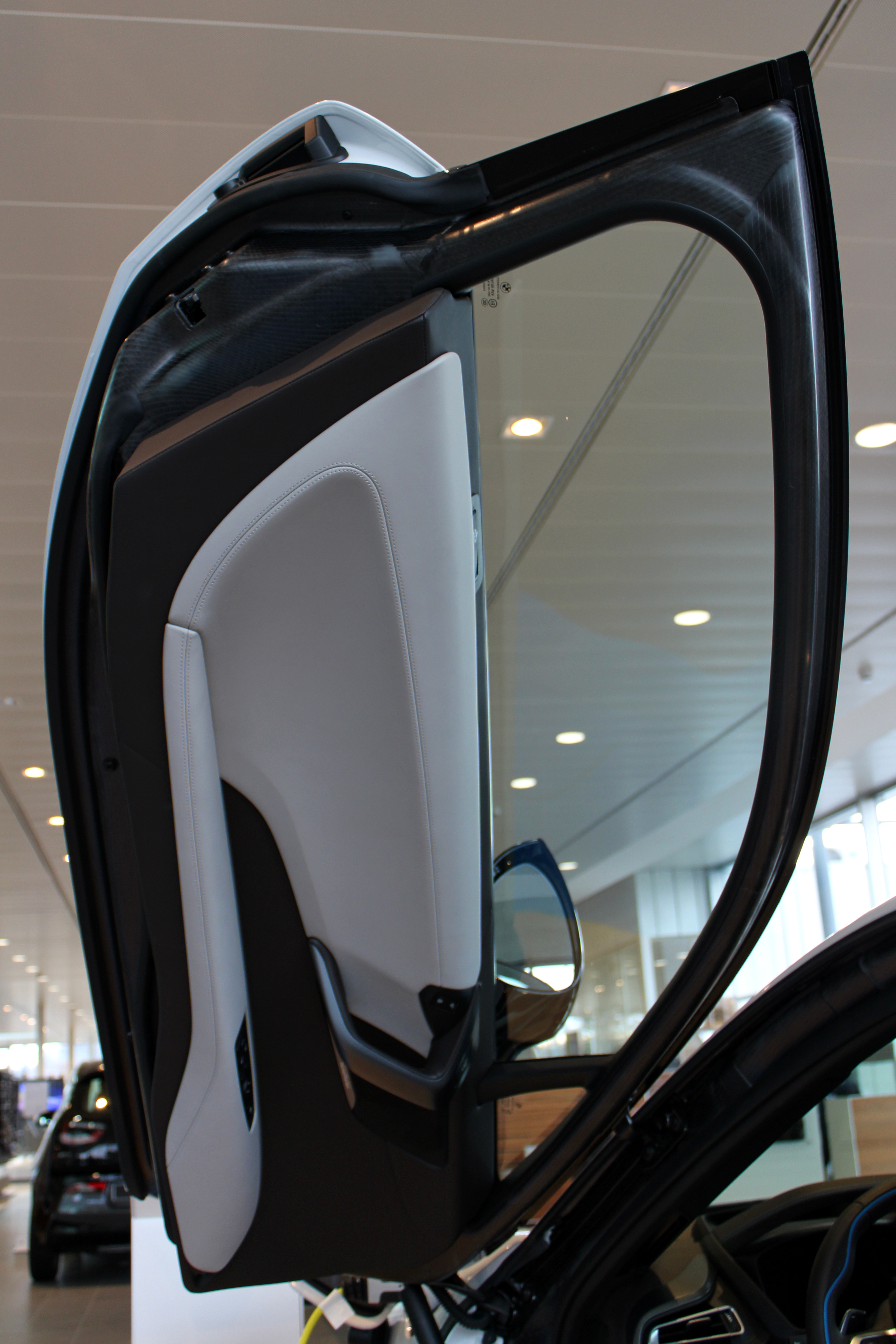
Drzwi nożycowe w BMW i8

- Bugatti EB110
- Vector
- Audi Avus Quattro (prototyp)
- Dome Zero (prototyp)
- Alfa Romeo Carabo (prototyp)

- Spyker C8
- Atak K-1
- Renault Sport Spider
- Renault Twizy
- Audi TT Roadster
- BMW i8
- Lamborghini Aventador